# Craig Fagan
Pour les articles homonymes, voir Fagan.
Anthony Craig Fagan est un ancien footballeur anglais d'origine jamaïcaine, né le 11 décembre 1982 à Birmingham (Angleterre). Il occupait le poste d'ailier ou d'attaquant.

## Biographie
Fagan est formé à l'académie de football de Birmingham City, ne s'imposant pas il est prêté à Bristol City, puis à Colchester United, club avec lequel il s'engage définitivement en 2004, après la fin de son contrat avec Birmingham City.
Le 28 février 2005, il rejoint Hull City pour 125 000 £, cinq jours plus tard il marque dès son premier match contre Tranmere. Ses bonnes prestations lui valent l'attention des clubs de haut de tableau de Championship (D2), c'est ainsi que Fagan s'engage avec Derby County le 9 janvier 2007, pour 750 000 £. Le hasard veut qu'il dispute son premier match avec Derby contre le même adversaire que lors de son dernier avec Hull.
À Derby, l'entraîneur Billy Davies, le décale ailier. Fagan et Derby County décrocheront la montée en Premier League en fin de saison. Mais pour la saison suivante en Premier League, Fagan perd sa place de titulaire et joue moins. Phil Brown, l'entraîneur d'Hull City, voit là l'occasion de récupérer son ancien attaquant. Ce qui est chose faite, le 7 mars 2008 sous forme de prêt, prêt transformé en transfert définitif le 17 juin 2008, pour encore 750.000 £.
En fin de saison 2007-2008, il décroche avec Hull City et obtient sa seconde promotion en Premier League consécutive. Le 13 septembre 2008, il est victime d'une fracture du tibia dans un choc avec le joueur de Newcastle United, Danny Guthrie. Pour son retour à la compétition, lors du Boxing Day, le 26 décembre 2008 contre Manchester City, il inscrit le seul but de Hull City lors d'une large défaite.
Le 10 mai 2011, Hull City annonce se séparer de Fagan et celui-ci tente alors de convaincre de nouveaux clubs, comme Cardiff City, en y effectuant des essais durant l'été.